# Flottabilité neutre

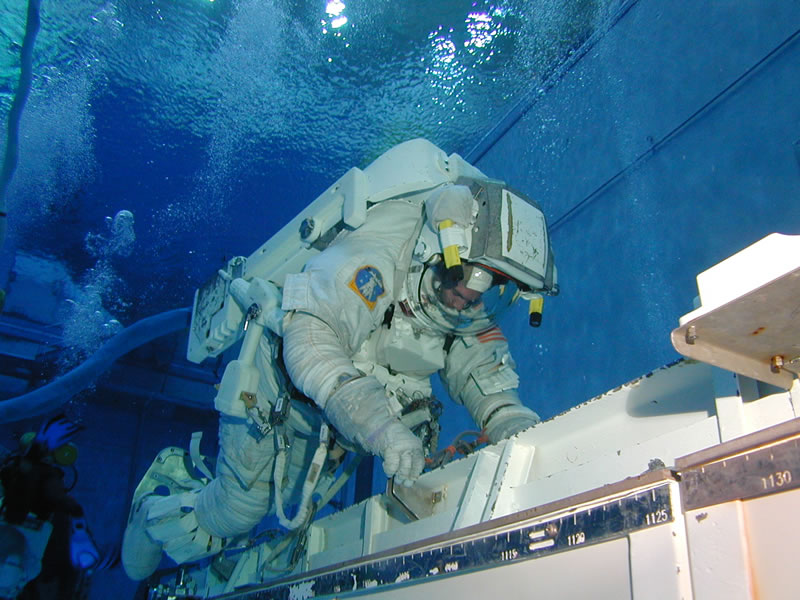
Un astronaute en flottabilité neutre dans la Neutral Buoyancy Laboratory de la NASA, lors de son entrainement.

La flottabilité neutre ou nulle est atteinte lorsque le poids et la force de la poussée d'Archimède sur un corps dans un fluide s'annulent parfaitement : le corps flotte alors entre deux eaux. Si cet équilibre est rompu, le corps va soit flotter soit couler. 
Ce procédé est utilisé dans les piscines de flottabilité neutre, pour simuler l’état d’impesanteur, à l'entraînement des astronautes, ou encore pour contrôler un système de « flotteur à flottabilité neutre » ou « Swallow float » (du nom de son inventeur, John Crossley Swallow).

## Flotteur à flottabilité neutre
Des «unités à flottabilité neutre et à dérive libre» ont été utilisées pour étudier la dérive dans le courant à diverses profondeur. Puis, les progrès de l'électronique et de l'informatique embarqués, ont équipé divers variants de ces engins, utilisés pour des usages civils ou militaires, devenant de plus en plus autonome, précis et multifonctionnels,, méthodes de communication numérique subaquatique JANUS,.